# Gandak
Gandak (nepálsky काली गण्डकी, Kālī Gaṇḍakī, hindsky गंडक, Gaṁḍaka, urdsky دریاۓ کالی گندکی‎, Daryā-e Kālī Gandakī, anglicky Gandaki River) je řeka v Nepálu a ve státě Bihár v Indii. Je to levý přítok Gangy. Je 650 km dlouhá.

## Průběh toku
Pramení pod jménem Kálí Gandakí v nepálském Himálaji, v centrální části Velkého Himálaje poblíž průsmyku Šarba. V hluboké dolině protíná téměř celý horský systém. Poté, co opustí hory, teče Indoganžskou nížinou. Před ústím protéká západně od Hádžípuru a ústí zleva do Gangy naproti Patně, hlavnímu městu indického státu Bihár.

## Vodní režim
Průtoky se pohybují od 200 až 400 m³/s v zimě a na začátku jara do 15 000 m³/s v létě. Nezřídka dochází k povodním, které narušují okolní krajinu.

## Využití
Řeka má velký význam pro zavlažování. Dále se využívá ke splavování dřeva a pro místní lodní dopravu.
U ústí řeky do Gangy leží město Sonepur, kde se každoročně na přelomu října a listopadu v době úplňku koná masová rituální koupel, které se účastní několik set tisíc lidí. Ve stejné době se tam koná čtrnáctidenní největší veletrh skotu a dalšího hospodářského zvířectva na světě.